# Bribi Ministries Moedergemeente

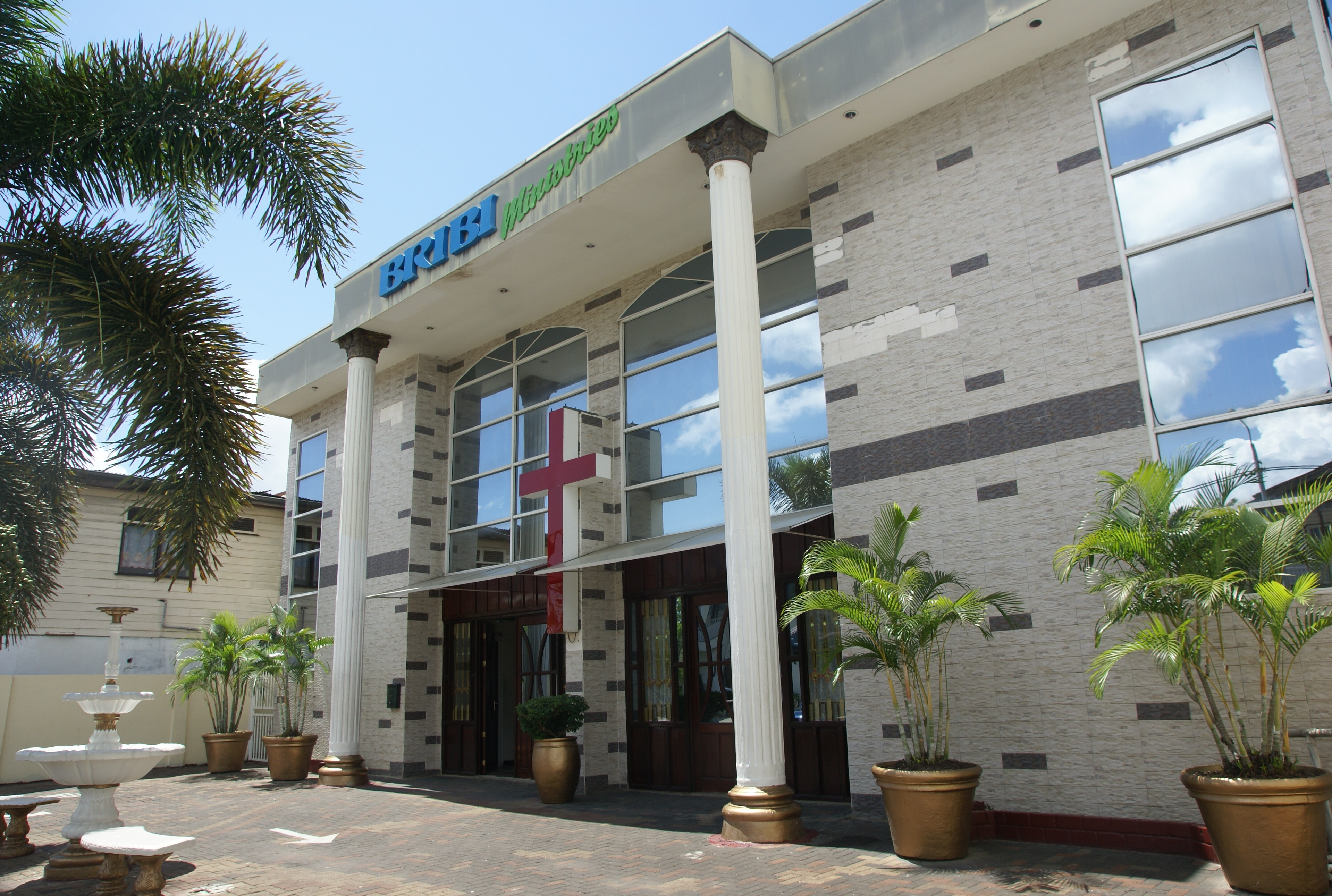
De Bribi Ministries Moedergemeente aan de Keizerstraat.

De Bribi Ministries Moedergemeente werd in mei 2010 geopend aan de Keizerstraat 193-195 in Paramaribo, Suriname.
Het is het eerste eigen pand van de Bribi Ministries in Paramaribo,
De Bribi Ministries International is een van de vele Volle Evangelisatie Gemeentes in Suriname. De Bribi Ministries International werd in 1986 opgericht door Irma Gimtih-Woerdings, die het pand officeel opende.
Het gebouw is een rechthoekig gebouw met een van de korte zijdes aan de straatkant. De gevel aan de straatzijde heeft een centrale entree bestaande uit twee dubbele deuren waartussen een groot kruis is aangebracht. De entree wordt omlijst door twee pilaren die een uitstekend afdak ondersteunen. Het gebouw heeft een auditorium dat ruimte biedt aan circa 1200 mensen..